# Eberhard Friedrich von Neipperg
Eberhard Friedrich Freiherr von Neipperg (* 17. Februar 1655; † 10. August 1725) war kaiserlicher Feldmarschall, Oberst des Infanterie-Regiments Nr. 7 sowie Gouverneur der Festung Philippsburg und Direktor der Reichsritterschaft des Kantons Kraichgau.

## Leben
Sein Vater war Eberhard Wilhelm von Neipperg (1624–1672), der erste Freiherrn von Neipperg. Seine Mutter war dessen Ehefrau Margarethe Elisabeth, geborene von Sternfels (1629–1685).
Er wurde am  25. September 1701 zum Generalfeldwachtmeister, am 14. Mai 1704 Feldmarschalleutnant und am 16. März 1708 Feldzeugmeister ernannt. Am 2. Mai 1717 wurde er noch zum Feldmarschall befördert.
In seiner Heimat wurde er 1707 zum Direktor des Kantons Kraichgau ernannt.

## Familie
Er heiratete Margarethe Lucretia von Hornberg (1658–1686). Aus der Ehe entstammt Wilhelm Reinhard (1684–1774), der in den Grafenstand erhoben wurde und Kommandierender General im Erzherzogtum Österreich war sowie die Tochter Johanna Friederika (1685–1715), die Ernst Heinrich von Baumbach († 1728) heiratete.
Nach dem Tod seiner ersten Frau heiratete Neipperg am 2. Februar 1690 Eva Dorothea Greck von Kochendorf (1669–1731). Das Paar hatte mehrere Kinder:
- Magdalene Juliane (1691–1780) ⚭ 1711 Freiherr Johann Friedrich von Ellrichshausen (1680–1723), Eltern von Karl Reinhard von Ellrichshausen
- Georg Friedrich (1692–1710)[2]
- Marianna Elisabeth (1693–1740) ⚭ 1712 Freiherr Johann Reinhard von Mentzingen (1683–1735), Geheimer Rat
- Eberhard Ludwig (1694–1701)
- Eberhardine Dorothea (1695–1760)

⚭ 1717 Graf Christoph Albrecht von Auersperg (1689–1717)
⚭ 1720 Freiherr Carl Ludwig von Spiegel zum Desenberg (1689–1742)
- Friederika Dorothea (* 1696) ⚭ 1713 Freiherr Wolfgang Siegmund von Jaxtheim, oettingischer Geheimer Rat
- Friedrich Wilhelm (1699–1729), kaiserlicher Hauptmann